# Мокрое (Костанайская область)
Мокрое (каз. Мокрое) — упразднённое село в Мендыкаринском районе Костанайской области Казахстана. Входило в состав Сосновского сельского округа. Исключено из учётных данных в 1994 году. Находится на берегу озера Алаколь.

## Население
В 1989 году население села составляло 44 человека.